# Franciszka Nowak
Franciszka Nowak z domu Liebrecht (ur. 25 października 1870 w Krastudach koło Mikołajek Pomorskich, zm. 17 listopada 1966 w Krastudach) – działaczka polska na Powiślu.

## Życiorys
Była z zawodu krawcową. Wraz z mężem (nieznanym z imienia Nowakiem, kołodziejem) spędziła kilkanaście lat na pracy zarobkowej w Nadrenii. Działała tam w polskich organizacjach i stowarzyszeniach. Po powrocie na Powiśle w 1916 kontynuowała działalność, współpracując m.in. z Heleną Sierakowską i rodziną Donimirskich, przez ponad 20 lat kierowała Towarzystwem Kobiet Św. Kingi w Mikołajkach. Działała także w Związku Polaków w Niemczech (po plebiscycie). W latach 30. prowadziła polską bibliotekę, której zbiory ukrywała w czasie II wojny światowej. Została odznaczona m.in. Złotym Krzyżem Zasługi.